# Железняков, Александр Борисович
Алекса́ндр Бори́сович Железняко́в (род. 28 января 1957, Ленинград) — российский инженер, руководитель работ в области создания ракетно-космической техники, писатель и журналист. Действительный член общественных научных организаций: Федерации космонавтики России, «Российской академии космонавтики им. К. Э. Циолковского», «Европейской академии естественных наук».

## Биография
Александр Борисович Железняков родился 28 января 1957 года в городе Ленинграде.
В 1980 окончил Ленинградский политехнический институт им. М.И. Калинина (ныне Санкт-Петербургский политехнический университет Петра Великого) по специальности инженер-физик.
С 1980 по 1981 — инженер НПО «Импульс» (Ленинград).
С 1981 по 1983 — служба в рядах Советской Армии.
С 1983 по 1989 — сотрудник НПО «Красная Заря» (Ленинград): инженер, старший инженер, зам. начальника отдела, начальник отдела.
С 1989 по 2001 — сотрудник ОКБ «Радуга» (ныне НПП «Радуга»): начальник отдела, начальник центра, заместитель генерального директора, первый заместитель генерального директора, и.о. генерального директора.
С 2001 года — советник директора — главного конструктора ЦНИИ робототехники и технической кибернетики (Санкт-Петербург).
С 2007 по 2014  — советник президента РКК «Энергия» (Королёв, Московская область).
С 2011 — действительный член (академик) Российской академии космонавтики им. К. Э. Циолковского.
С 2015 — действительный член (академик) Европейской академии естественных наук.
Параллельно с основной работой занимается литературной деятельностью. Популяризатор достижений отечественной и мировой космонавтики. Автор более чем 30 книг и нескольких сот статей. Первая публикация состоялась 15 марта 1989 года. Использует псевдонимы: «Александр Юркевич», «Александр Борисов», «Константин Иванов», «А.Ж.», «К.И.».
С 2001 по 2012 — Президент Фонда поддержки науки и образования.
С 2015 — председатель правления (совета) Беляевского фонда поддержки и развития литературы.
Член Федерации космонавтики России (2003), Союза журналистов России (2006), Международной организации журналистов (2008), Союза писателей Санкт-Петербурга (2009), Российского Союза профессиональных литераторов (2011), Многонационального союза писателей (2014), член попечительского совета некоммерческой ассоциации русскоязычных писателей «Русский мост», член Союза учёных Санкт-Петербурга.
Почётный профессор Европейского университета в Ганновере (2015).

## Премии и награды
- Медаль ордена «За заслуги перед Отечеством» I (2014)[9] и II (2007)[10] степени.
- Медаль «В память 300-летия Санкт-Петербурга» (2003)[5].
- Медали Федерации космонавтики России, Российской академии космонавтики имени К. Э. Циолковского[5], Национального космического агентства Украины.
- Трижды лауреат Литературной премии имени А. Р. Беляева (2005, 2012 и 2017[нет в источнике])[5].
- Лауреат международной премии имени академика В. П. Глушко «За пропаганду науки в литературе» (2013)[5][11].
- Лауреат литературной премии «Жемчужное зерно», учреждённой издательством «Аура Инфо» (2011[6] или 2012[7]).